# Nội các Mahathir thứ bảy
Mahathir Mohamad, được bầu làm Thủ tướng của Malaysia lần thứ hai vào ngày 10/5/2018, ông được kỳ vọng sẽ thành lập chính phủ thứ 7 Mahathir nhanh chóng. Chính phủ của ông sẽ bao gồm 10 bộ chủ chốt do đại diện trong liên minh Pakatan Harapan, gồm Đảng Đoàn kết bản địa Malaysia (PPBM), Đảng Công lý Nhân dân (PKR), Đảng Hành động Dân chủ (DAP) và Đảng Tín nhiệm Quốc gia (AMANAH), như ông đề nghị "trở thành một Chính phủ nhỏ" hơn là có "một Chính phủ khổng lồ".

## Thành viên
Kể từ ngày 21 tháng 5 năm 2018, nội các liên bang bao gồm các bộ trưởng sau đây:
| Chức vụ                                                                      | Đảm nhiệm                                        | Đảng | Đảng    | Đại biểu Nghị viện  | Bổ nhiệm  | Bãi nhiệm   |
| ---------------------------------------------------------------------------- | ------------------------------------------------ | ---- | ------- | ------------------- | --------- | ----------- |
| Thủ tướng                                                                    | Dr. Mahathir Mohamad                             |      | PPBM    | Langkawi            | 10/5/2018 | Đương nhiệm |
| Phó Thủ tướng                                                                | Dr. Wan Azizah Wan Ismail                        |      | PKR     | Pandan              | 21/5/2018 | Đương nhiệm |
| Bộ trưởng Bộ Tài chính                                                       | Lim Guan Eng                                     |      | DAP     | Bagan               | 21/5/2018 | Đương nhiệm |
| Bộ trưởng Bộ Nội vụ                                                          | Muhyiddin Yassin                                 |      | PPBM    | Pagoh               | 21/5/2018 | Đương nhiệm |
| Bộ trưởng Bộ Ngoại giao                                                      | Saifuddin Abdullah                               |      | PKR     | Indera Mahkota      | 2/7/2018  | Đương nhiệm |
| Bộ trưởng Bộ Quốc phòng                                                      | Mohamad Sabu                                     |      | Amanah  | Kota Raja           | 21/5/2018 | Đương nhiệm |
| Bộ trưởng Bộ Giáo dục                                                        | Dr. Maszlee Malik                                |      | PPBM    | Simpang Renggam     | 21/5/2018 | Đương nhiệm |
| Bộ trưởng Bộ Nông nghiệp và Công nghiệp trên nền tảng nông nghiệp            | Salahuddin Ayub                                  |      | AMANAH  | Pulai               | 21/5/2018 | Đương nhiệm |
| Bộ trưởng Bộ các vấn đề Kinh tế                                              | Mohamed Azmin Ali                                |      | PKR     | Gombak              | 21/5/2018 | Đương nhiệm |
| Bộ trưởng Bộ Giao thông                                                      | Anthony Loke Siew Fook                           |      | DAP     | Seremban            | 21/5/2018 | Đương nhiệm |
| Bộ trưởng Bộ Nữ giới, Gia đình và Phát triển Cộng đồng                       | Dr. Wan Azizah Wan Ismail                        |      | PKR     | Pandan              | 21/5/2018 | Đương nhiệm |
| Bộ trưởng Bộ Y tế                                                            | Dr. Dzulkefly Ahmad                              |      | AMANAH  | Kuala Selangor      | 21/5/2018 | Đương nhiệm |
| Bộ trưởng Bộ Nhà ở và chính quyền địa phương                                 | Zuraida Kamaruddin                               |      | PKR     | Ampang              | 21/5/2018 | Đương nhiệm |
| Bộ trưởng Bộ Nguồn nhân lực                                                  | Kulasegaran Murugeson                            |      | DAP     | Ipoh Barat          | 21/5/2018 | Đương nhiệm |
| Bộ trưởng Bộ Phát triển Nông thôn                                            | Rina Harun                                       |      | PPBM    | Titiwangsa          | 21/5/2018 | Đương nhiệm |
| Bộ trưởng Bộ Truyền thông và đa phương tiện                                  | Gobind Singh Deo                                 |      | DAP     | Puchong             | 21/5/2018 | Đương nhiệm |
| Bộ trưởng, Chánh Văn phòng Thủ tướng                                         | Mujahid Yusof Rawa (phụ trách công tác tôn giáo) |      | AMANAH  | Parit Buntar        | 2/7/2018  | Đương nhiệm |
| Bộ trưởng, Chánh Văn phòng Thủ tướng                                         | Liew Vui Keong (phụ trách công tác địa phương)   |      | WARISAN | Batu Sapi           | 2/7/2018  | Đương nhiệm |
| Bộ trưởng Bộ Thương mại Quốc tế và Công nghiệp                               | Ignatius Dorell Leiking                          |      | WARISAN | Penampang           | 2/7/2018  | Đương nhiệm |
| Bộ trưởng Bộ nguồn nước, đất đai và tài nguyên thiên nhiên                   | Xavier Jayakumar Arulanandam                     |      | PKR     | Kuala Langat        | 2/7/2018  | Đương nhiệm |
| Bộ trưởng Bộ Lãnh thổ liên bang                                              | Khalid Abdul Samad                               |      | AMANAH  | Shah Alam           | 2/7/2018  | Đương nhiệm |
| Bộ trưởng Bộ Du lịch, nghệ thuật và văn hóa                                  | Mohammadin Ketapi                                |      | WARISAN | Silam               | 2/7/2018  | Đương nhiệm |
| Bộ trưởng Bộ Thanh niên và Thể thao                                          | Syed Saddiq Syed Abdul Rahman                    |      | PPBM    | Muar                | 2/7/2018  | Đương nhiệm |
| Bộ trưởng Bộ Phát triển Doanh nghiệp                                         | Mohd. Redzuan Md. Yusof                          |      | PPBM    | Alor Gajah          | 2/7/2018  | Đương nhiệm |
| Bộ trưởng Bộ Thương mại nội địa và Tiêu dùng                                 | Saifuddin Nasution Ismail                        |      | PKR     | Kulim-Bandar Baharu | 2/7/2018  | Đương nhiệm |
| Bộ trưởng Bộ Lao động                                                        | Baru Bian                                        |      | PKR     | Selangau            | 2/7/2018  | Đương nhiệm |
| Bộ trưởng Bộ Công nghiệp trọng tâm                                           | Teresa Kok                                       |      | DAP     | Seputeh             | 2/7/2018  | Đương nhiệm |
| Bộ trưởng Bộ Năng lượng, Công nghệ, Khoa học, Biến đổi khí hậu và Môi trường | Yeo Bee Yin                                      |      | DAP     | Bakri               | 2/7/2018  | Đương nhiệm |

## Hội đồng Cố vấn
Ngoài nội các, Mahathir thành lập một nhóm tư vấn gọi là "Hội đồng cố vâdn". Mục đích của Hội đồng này là tư vấn cho Chính phủ về các vấn đề liên quan đến các vấn đề kinh tế và tài chính trong quá trình chuyển đổi thời kỳ quyền lực. Kể từ ngày 12 tháng 5 năm 2018, các thành viên của Hội đồng là:
1. Nguyên Bộ trưởng Bộ Tài chính, Daim Zainuddin
2. Nguyên Thống đốc Ngân hàng Negara Malaysia, Zeti Akhtar Aziz
3. Nhà kinh tế học người Malaysia, Jomo Kwame Sundaram
4. Tài phiệt người Malaysia gốc HK, Robert Kuok
5. Cựu CEO của Petronas, Hassan Merican